# Morne Fendue
Morne Fendue ist ein Ort auf der Insel Grenada. Er liegt im Nordosten der Insel auf 147 Meter über dem Meeresspiegel und gehört zum Parish Saint Patrick.